# Toshiko Shirasu-Aihara
Toshiko Shirasu-Aihara (白須-相原 俊子), née le 3 juin 1939 à Mihara, est une gymnaste artistique japonaise. Elle est la femme du gymnaste Nobuyuki Aihara, avec lequel elle a un fils Yutaka Aihara, qui deviendra lui aussi gymnaste.

## Palmarès

### Jeux olympiques
- Tokyo 1964
  -  médaille de bronze au concours par équipes

### Championnats du monde
- Prague 1962
  -  médaille de bronze au concours par équipes